# Amitiganahalli, Chintamani
Amitiganahalli là một làng thuộc tehsil Chintamani, huyện Kolar, bang Karnataka, Ấn Độ.